# Deutsche Feldhandball-Meisterschaft 1949
Die Deutsche Feldhandball-Meisterschaft 1949 wurde in einem Endrundenturnier zwischen dem 26. Mai und dem 26. Juni 1949 ausgespielt; Ausrichter war der Deutsche Arbeitsausschuss für Handball (DAH), die Vorläuferorganisation des Deutschen Handballbunds (DHB). Das Endspiel fand am 26. Juni 1949 vor 25.000 Zuschauern in Hamburg statt.
Die Qualifikation zu diesem Endrundenturnier lief über die Meisterschaftsturniere der zu diesem Zeitpunkt bereits organisierten vier Regionalverbände Westdeutschlands sowie des West-Berliner Landes-/Regionalverbands; es war also keine Zonenmeisterschaft mehr.
Neuer Deutscher Meister im Feldhandball wurde der RSV Mülheim, der im Frühjahr schon die (inoffizielle) Meisterschaftsendrunde 1949 in der Halle gewonnen hatte. Mülheim gewann das Endspiel gegen die SV Polizei Hamburg mit 7:6.

## Modus
Die Mannschaften spielten die Meisterschaft in einer einfachen K.-o.-Runde aus. Die Siegermannschaften der Vorrunde ermittelten über ein Halbfinale die beiden Endspielteilnehmer; weitere Platzierungsspiele wurden nicht durchgeführt.
Über die Regionalmeisterschaften der vier Regionalverbände sowie die Landes-/Regionalmeisterschaft Berlin hatten sich die folgenden acht Vereine zur Teilnahme an der Endrunde qualifiziert:
SV Polizei Hamburg (Norddeutscher Meister)
THW Kiel (Norddeutscher Vizemeister, Titelverteidiger)
RSV Mülheim (Westdeutscher Meister, Deutscher Meister (Halle) 1949 (inoffiziell))
TuS 04 Rheinhausen (Westdeutscher Vizemeister)
Sportgemeinde Haßloch (Südwestdeutscher Meister)
TC Frisch Auf Göppingen (Süddeutscher Meister)
1. FC Nürnberg (Süddeutscher Vizemeister)
Berliner SV 1892 (Berliner Meister)
Die Spieldauer betrug 2 × 30 Minuten; bei Gleichstand nach regulärer Spielzeit war eine zehnminütige Verlängerung vorgesehen, um die Entscheidung herbeizuführen, gegebenenfalls auch eine weitere Verlängerung. Bei Gleichstand nach der zweiten Verlängerung eines Spiels wurde ein Wiederholungsspiel angesetzt.

## Turnierverlauf
In der Vorrunde setzten sich alle vier Mannschaften aus Nord- und Westdeutschland gegen die Konkurrenz aus den anderen Regionalverbänden durch. Die anschließende Auslosung ergab Halbfinalspiele der norddeutschen und der westdeutschen Mannschaften untereinander, so dass es zu Neuauflagen der Begegnungen bei den jeweiligen Regionalmeisterschaften kam.
Die regional siegreichen Mannschaften aus Hamburg und Mülheim setzten sich erneut durch, wenn auch knapp und glücklich. Die SV Polizei Hamburg konnte das Spiel gegen den Titelverteidiger in Kiel vor 10.000 Zuschauern offen halten, zur Halbzeit führte Kiel nur 5:4. Den Kielern gelang aber im zweiten Abschnitt kein Treffer mehr, die Hamburger konnten sich dagegen in den entscheidenden letzten zehn Minuten auf ihren gefährlichsten Angreifer Otto Maychrzak verlassen, der zunächst ein Feldtor erzielte und anschließend einen Freiwurf sicher verwandelte zum 5:6. Noch glücklicher schafften die Mülheimer Rasensportler den Finaleinzug: Rheinhausen führte in der ersten Halbzeit vor 15.000 Zuschauern schon mit 4:0, konnte anschließend zwar die Aufholjagd der Mülheimer nicht verhindern, aber deren Sieg, am Ende der zweiten Verlängerung stand es immer noch 6:6. Erst im Wiederholungsspiel vor 20.000 Zuschauern am darauf folgenden Wochenende konnte Mülheim gewinnen, benötigte bis zum 8:6-Erfolg aber erneut zwei Verlängerungen der regulären Spielzeit.
Im Finale vor eigenem Publikum konnte der Hamburger Polizeiverein das Spiel bis in die Verlängerung nach Toren ausgeglichen gestalten, musste beim 6:7-Endstand aber schließlich die spielerische und kämpferische Überlegenheit der Mülheimer anerkennen.

### Vorrunde
26. bis 29. Mai
Sportgemeinde Haßloch – TuS 04 Rheinhausen: 3:8 (26. Mai)
TC Frisch Auf Göppingen – SV Polizei Hamburg: 8:9 (28. Mai)
RSV Mülheim – 1. FC Nürnberg: 8:3 (29. Mai)
Berliner SV 1892 – THW Kiel: 7:9 (29. Mai)

### Halbfinale
12. Juni
THW Kiel – SV Polizei Hamburg: 5:6
RSV Mülheim – TuS 04 Rheinhausen: 6:6 (nach Unentschieden bei doppelter Verlängerung wird ein Wiederholungsspiel angesetzt)
TuS 04 Rheinhausen – RSV Mülheim: 6:8 (nach doppelter Verlängerung, 19. Juni)

### Endspiel
26. Juni
SV Polizei Hamburg – RSV Mülheim: 6:7 (nach Verlängerung; 5:5, 1:3)